# Фернандес Мальдонадо, Хорхе
Хо́рхе Ферна́ндес Мальдона́до Сола́ри (исп. Jorge Fernandez-Maldonado Solari; 29 мая 1922, Ило, Мокегуа — 2000, Лима) — военный и политический деятель Перу, дивизионный генерал, премьер-министр в 1976 году.

## Биография
Кадровый военный. Образование получил в Перу. В 1940 году поступил в Военную академию, которую окончил через три года в качестве офицера пехоты.

В 1954 году поступил в военный колледж на курсы командно-штабных инструкторов. После окончания преподавал. Также учился в школе военной разведки и военном училище в Панаме. Занимал ряд армейских должностей, в том числе начальника военной разведки, директора Военного колледжа и заместителя начальника генерального штаба сухопутных войск.
В 1966 году был военным атташе в Аргентине.
Был одним из организаторов переворота 3 октября 1968 года и одним из авторов плана преобразований страны, известного как «План Инка» (вместе с полковниками Леонидасом Родригесом Фигероа, Энрике Гальегосом Венеро и Рафаэлем Ойосом).

Утром после переворота именно он обратился к нации, зачитав текст Революционного манифеста, принятого новым правительством.
С марта 1969 года — министр развития и общественных работ, с апреля 1969 года по сентябрь 1975 года — министр энергетики и горнорудной промышленности. Под его руководством осуществлялась национализация иностранных, главным образом американских, нефтяных, горнорудных и энергетических компаний. Был известен своими левыми взглядами.
В сентябре 1975 года — январе 1976 года — начальник генерального штаба сухопутных войск. С 31 января 1976 года — премьер-министр, военный министр, командующий сухопутными войсками, министр развития и общественных работ.
В 1971 и 1975 гг. посещал СССР. В 1971 году от имени правительства Перу подписал соглашение об экономическом и техническом сотрудничестве с СССР.
16 июля 1976 года вышел в отставку (по официальной версии по выслуге лет — в соответствии с законом о военной службе, каждый перуанский офицер обязан уходить в отставку через 35 лет со для окончания военной школы).
Один из учредителей Революционной социалистической партии, в июле 1985 — июле 1990 гг. — сенатор от коалиции «Объединённые левые».